# Alain Dubois
Alain Dubois (Párizs, 1948. június 4. – ) francia herpetológus. A párizsi Muséum national d'histoire naturelle hüllőkkel és kétéltűekkel foglalkozó osztályának igazgatója volt. Szakterülete a kétéltűek taxonómiája és evolúciója. A francia rendszertani társaság alapító tagja. Zoológiai szakmunkákban nevének rövidítése: „Dubois”.

## Élete
Már gyermekként érdekelték az állatok, halakat, rovarokat és ebihalakat gyűjtött. Nagy hatással volt rá Jean Rostand, aki kísérleti embriológiával és kétéltűekkel foglalkozott. Dubois rendszeresen részt vett a Rostand házában vasárnap délutánonként tartott összejöveteleken, ahol művészek, irodalmárok és tudósok beszéltek munkáikról. Jean Rostand irányításával kezdett a kétéltűek rendellenességeinek tanulmányozásába, és első tudományos munkáját is ebben a témában készítette el. Érettségi után, 1965-ben a Párizsi Egyetem természettudományi szakára iratkozott be, ahol biológiát, zoológiát, állatélettant, embriológiát, genetikát és ökológiát tanult. Egyetemi évei alatt, 1968-ban részt vett a diákfelkelésekben. Még ugyanabban az évben autóstoppal bejárta Törökországot, Afganisztánt, Pakisztánt, Indiát és Nepált, ahol 14 hónapot töltött békák tanulmányozásával. Több mint 10 000 mintát gyűjtött, pontos terepi feljegyzéseket végzett, és számos új faj leírásával tökéletesítette Nepál kétéltűiről való ismereteket. A Nepálban gyűjtött anyag képezte disszertációjának (Contribution à l'étude des Amphibiens du Népal: les Grenouilles du sous-genre Paa) alapját, mellyel megszerezte doktori címét.. 
Pályafutásának jelentős részét töltötte terepi munkával és gyűjtőexpedíciókkal. Mintegy húsz országot látogatott meg Európában, Ázsiában és Észak-Afrikában. Értékes nepáli gyűjteménye mellett kiegészítette a francia, görög, olasz, marokkói, pakisztáni, spanyol és török gyűjteményeket is.
Dubois több mint 120 taxont írt le, melyeknek fele taxonómiai nem.

## Válogatott művei
- La nomenclature supragénérique des amphibiens Anoures, 1984
- Le genre en zoologie: Essai de systématique théorique, 1988
- The genus in zoology: A contribution to the theory of evolutionary systematics, 1988
- Service des Disparus, 1999
- (Pierre Drogival együtt) Métamorphoses, 2008
- (Julien Delord-ral és Philippe Bouchet-val együtt) L’extinction d’espèce: Histoire d’un concept et enjeux éthiques, 2010
- (Jean Rostand-nal és Jacques Testart-ral együtt) Un biologiste contre le nucléaire, 2012
- (M. J. Fouquette, Jr.-ral együtt) A checklist of North American amphibians and reptiles: the United States and Canada, 2014
- (Annemarie Ohlerrel együtt) La vie des grenouilles, 2015
- (Annemarie Ohlerrel együtt Évolution, extinction: le message des grenouilles, 2017
- (Klaus Henlével együtt) Studies on anomalies in natural populations of amphibians, 2017
- (Claude Miaud-val és Jean Muratet-val együtt) Les amphibiens de France: guide d’identification des oeufs et des larves, 2018